# Silvano Armaroli
Silvano Armaroli (Budrio, 24 aprile 1924 – Bologna, 11 settembre 2008) è stato un politico italiano.

## Biografia
Esponente del Partito Socialista Italiano, viene eletto deputato nel 1958, venendo confermato alla Camera anche nel 1963, conclude il proprio mandato parlamentare nel 1968. Poi dal 1970 al 1980 è consigliere regionale dell'Emilia-Romagna, ricoprendo anche il ruolo di Presidente del consiglio regionale fino al 1977.
Muore all'età di 84 anni, nel settembre 2008.